# Arquibasílica de São João de Latrão
A Arquibasílica do Santíssimo Salvador e dos Santos João Batista e João Evangelista de Latrão (em latim: Archibasilica Sanctissimi Salvatoris et Sanctorum Iohannes Baptista et Evangelista in Laterano), chamada geralmente apenas de São João de Latrão (em italiano:  San Giovanni in Laterano) ou Basílica de Latrão, é a catedral da Diocese de Roma e a sé episcopal oficial do Bispo de Roma, o Papa. É sede da paróquia de mesmo nome.
É a mais antiga e a mais importante entre as seis basílicas papais do mundo e entre as quatro basílicas maiores de Roma (todas elas basílicas papais também), sendo a mais antiga igreja no ocidente e conhecida por abrigar a cátedra do Bispo de Roma. Ela também tem o título de Igreja Mãe ecumênica entre os católicos romanos. O atual Arcipreste é Baldassare Reina, vigário-geral da Diocese de Roma. O Presidente da França é ex officio o "primeiro e único cônego honorário" da Arquibasílica, um título ostentado pelos chefes de estado franceses desde a época do rei Henrique IV.
A enorme inscrição em latim na fachada diz: CLEMENS XII PONT MAX ANNO V CHRISTO SALVATORI IN HON SS IOAN BAPT ET EVANG. O texto, fortemente abreviado, pode ser traduzido como "Papa Clemente XII, no quinto ano de seu pontificado, dedicou este edifício a Cristo, o Salvador, em homenagem aos Santos João Batista e João Evangelista". San Giovanni foi dedicada inicialmente a Cristo Salvador e somente séculos depois é que foi codedicada aos dois outros santos. Como catedral do Bispo de Roma, San Giovanni está acima de todas as demais igrejas da Igreja Católica, incluindo a Basílica de São Pedro. Por isso é chamada de "Arquibasílica", uma honraria única.
A Arquibasílica está localizada dentro dos limites da cidade de Roma, mas fora das fronteiras do Vaticano propriamente dito. Apesar disso, ela e o vasto complexo circundante (vide Latrão) gozam de direitos extraterritoriais como uma das propriedades da Santa Sé de acordo com o Tratado de Latrão de 1929. Nele se realizaram cinco concílios ecumênicos (vide Concílio de Latrão). A Arquibasílica foi rededicada duas vezes. O Papa Sérgio III (r. 904–911) dedicou-a a São João Batista no século X em homenagem ao recém-consagrado batistério da Arquibasílica. O Papa Lúcio II (r. 1144–1145) dedicou-a a São João Evangelista no século XII. Por isso, os dois são considerados co-patronos, mas, como indica a inscrição na fachada, ela continua tendo como patrono principal Cristo Salvador.

## Origens
A arquibasílica foi construída sobre as ruínas do Novo Castro dos cavaleiros pessoais (Castra Nova equitum singularium), o "novo quartel" da guarda imperial de cavalaria construído por Sétimo Severo (r. 193–211) entre 193-197. Depois da vitória de Constantino I (r. 306–337) sobre o usurpador Maxêncio (por quem os cavaleiros pessoais do Augusto lutaram) na Batalha da Ponte Mílvia (312), a guarda imperial foi abolida e o forte, demolido. Ruínas importantes do forte ainda hoje estão abaixo do piso da nave.
O restante do terreno foi ocupado durante os primeiros anos do Império Romano pelo palácio da gente Laterana (Laterani). Sêxtio Laterano foi o primeiro plebeu a alcançar a dignidade de cônsul e os Lateranos serviram como administradores para diversos imperadores. Um deles, o cônsul Pláucio Laterano, ficou famoso por ter sido acusado de conspirar contra o imperador Nero (r. 54–68), o que resultou no confisco e redistribuição de suas propriedades.
O Palácio Laterano passou para o controle do imperador quando Constantino I casou-se com sua segunda esposa, Fausta, irmã de Maxêncio. Conhecido na época como Casa de Fausta (Domus Faustae), o Palácio Laterano acabou finalmente sendo entregue ao Bispo de Roma por Constantino. A data da doação é desconhecida, mas estudiosos especulam que teria sido durante o pontificado do Papa Milcíades (r. 311–314), bem a tempo de celebrar um sínodo de bispos em 313, reunido para responder ao cisma donatista e que terminou declarando o donatismo uma heresia. A basílica palacial foi então convertida e ampliada, tornando-se a residência do Papa São Silvestre I (r. 314–335).

## Idade Média

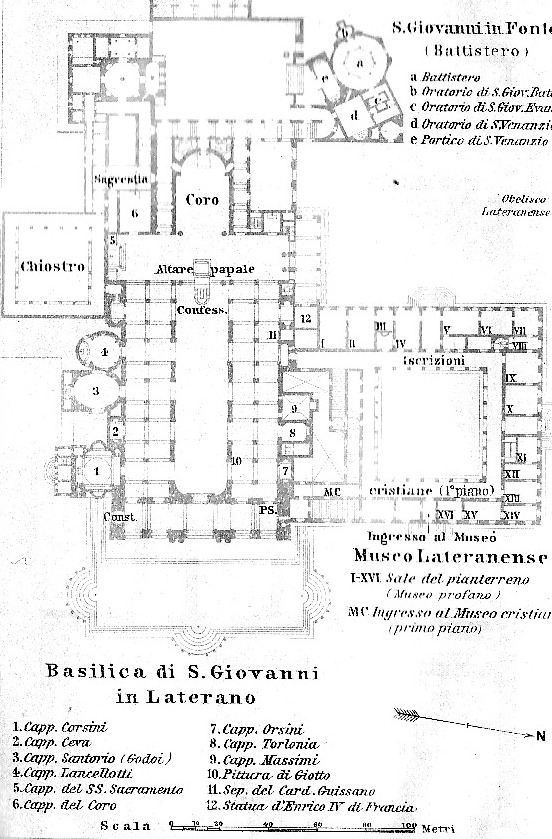
Planta do complexo.

A dedicação oficial da arquibasílica e do vizinho Palácio Laterano foi presidida pelo Papa São Silvestre I em 324, que declarou ambos "Casa de Deus" (Domus Dei). A cátedra papal foi colocada em seu interior, tornando San Giovanni a catedral do bispo de Roma. Um reflexo do status da arquibasílica como primaz do mundo ("igreja mãe"), as palavras "SACROSANCTA LATERANENSIS ECCLESIA OMNIUM URBIS ET ORBIS ECCLESIARUM MATER ET CAPUT" ("Santíssima Igreja Laterana, de todas as igrejas da cidade e do mundo, a mãe e a cabeça") foram inscritas na parede frontal entre as duas portas principais.
Um sem número de doações papais e de outros benfeitores à arquibasílica estão registradas no Liber Pontificalis e seu esplendor na época do edifício original era tanto que ela ficou conhecida como "Basílica Dourada" (Basilica Aurea), uma fama que provocou um ataque dos vândalos, que retiraram-lhe todos os tesouros. O papa Leão I (r. 440–461) restaurou-a por volta de 460 e o papa Adriano I (r. 772–795) novamente no século VIII.
Em 897, o edifício foi quase totalmente destruído por um terremoto ("ruiu do altar até as portas"). O dano foi tamanho que é difícil hoje em dia discernir as linhas do antigo edifício, que foram bastante respeitadas durante a reconstrução.
Todos os papas desde Milcíades ocuparam o Palácio Laterano até o pontificado do francês Clemente V, que, em 1309, decidiu transferir a sé oficial da Igreja Católica para Avinhão, um feudo papal que era um enclave dentro do Reino da França. Durante o período do papado de Avinhão, o Palácio Laterano e a arquibasílica começaram a se arruinar.
Esta segunda basílica perdurou por 400 anos antes de ser queimada em 1308. Reconstruída pelos papas Clemente V (r. 1305–1314) e João XXII (r. 1316–1344), queimou novamente em 1360 e foi novamente reconstruída pelo papa Urbano V (r. 1362–1370).
Quando o papado retornou para Roma em 1377, a arquibasílica e o Palácio Laterano foram considerados inadequados por conta das décadas de negligência e os papas passaram a residir primeiro em Santa Maria in Trastevere e depois em Santa Maria Maggiore. Finalmente, o Palácio Vaticano foi construído ao lado da Basílica de São Pedro, que já existia no Vaticano desde a época de Constantino I e os papas se mudaram para lá, a residência oficial do papa até hoje.

## Reconstrução

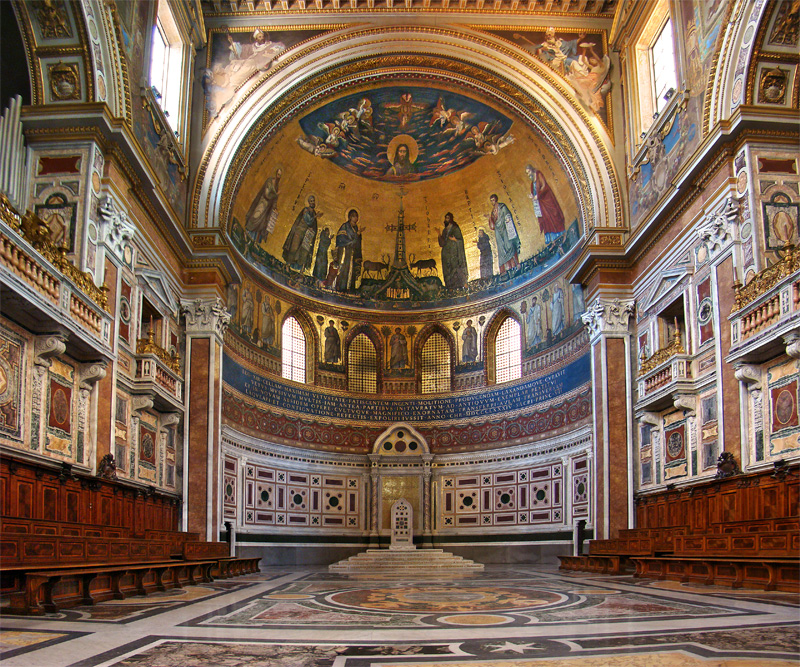
A cátedra do Bispo de Roma, o Papa, e os mosaicos na abside.

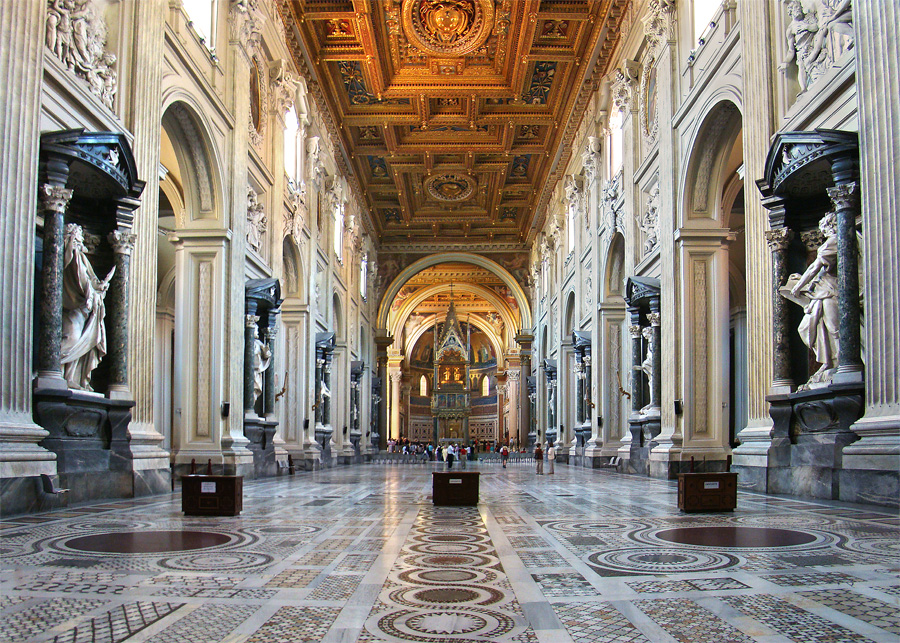
O interior da atual basílica, fruto das obras radicais de Borromini.

Apesar dos percalços, a arquibasílica manteve sua forma antiga, com a nave separada dos corredores duplos por fileiras de colunas e tendo à frente um peristilo rodeado por uma colunata e com uma fonte no meio, um formato antigo convencional que também podia ser visto na Antiga Basílica de São Pedro. A fachada tinha três janelas e estava decorada com um mosaico de "Cristo como Salvador do Mundo".
Diversas tentativas foram feitas para reconstruir a arquibasílica antes do sucesso do papa Sisto V (r. 1585–1590), que contratou seu arquiteto favorito, Domenico Fontana, para supervisionar o projeto. O palácio original foi demolido e substituído por um novo edifício. Na praça em frente dele está o maior obelisco livre do mundo, conhecido como Obelisco Laterano, com um peso estimado de 455 toneladas. Encomendado pelo faraó egípcio Tutemés III e erigido por Tutemés IV perante o grande Templo de Carnaque em Tebas, foi levado para Roma por Constantino II e erigido primeiro no Circo Máximo (357). Em algum momento ele se partiu e acabou enterrado no local. Descoberto no século XVI, foi escavado e, por ordem de Sisto V, colocado sobre um pedestal de três metros de altura no presente local em 3 de agosto de 1588.
Uma nova reforma do interior da arquibasílica foi encomendada pelo papa Inocêncio X (r. 1644–1655) ao arquiteto Francesco Borromini. Os doze nichos criados pelo seu esquema arquitetônico foram finalmente preenchidos em 1718 com estátuas dos apóstolos esculpidas pelos mais famosos escultures rococó de Roma.
A visão do Papa Clemente XII (r. 1730–1740) para uma reforma era ambiciosa e ele deu início a uma competição para definir o novo projeto para a fachada. Mais de 23 arquitetos competiram, a maior parte utilizando o então proeminente estilo barroco. Um juri supostamente imparcial foi liderado por Sebastiano Conca, presidente da Academia de São Lucas, e o vencedor foi Alessandro Galilei.
A nova fachada neoclássica foi completada em 1735 e removeu todos os vestígios tradicionais, antigos ou basilicais do edifício. A fachada de Galilei, construída à frente da anterior, deu origem a um nártex e sua forma, uma sequência de arcos, dá indícios da planta de uma nave com corredores duplos da arquibasílica, o que requeria que a abertura central fosse mais larga que as demais. Galilei conseguiu manter as arcadas idênticas alargando a abertura central através de colunas laterais que apoiam o arco no familiar formato da janela paladiana. Ao projetar discretamente a abertura central e encimá-la com um pedimento que avança pela balaustrada do telhado, Galilei criou uma porta de entrada em escala mais do que colossal, emoldurada por pilastras coríntias colossais que dão unidade à fachada no estilo introduzido por Michelangelo nos palácios do Monte Capitolino.
Alguns poucos restos dos edifícios originais ainda podem ser encontrados nas muralhas da cidade, do lado de fora da Porta San Giovanni e uma grande parede decorada com pinturas foi descoberta no século XVIII dentro da arquibasílica, atrás da Capela Lancellotti. Traços também foram revelados durante as escavações de 1880 durante as obras de ampliação da abside.

## Interior

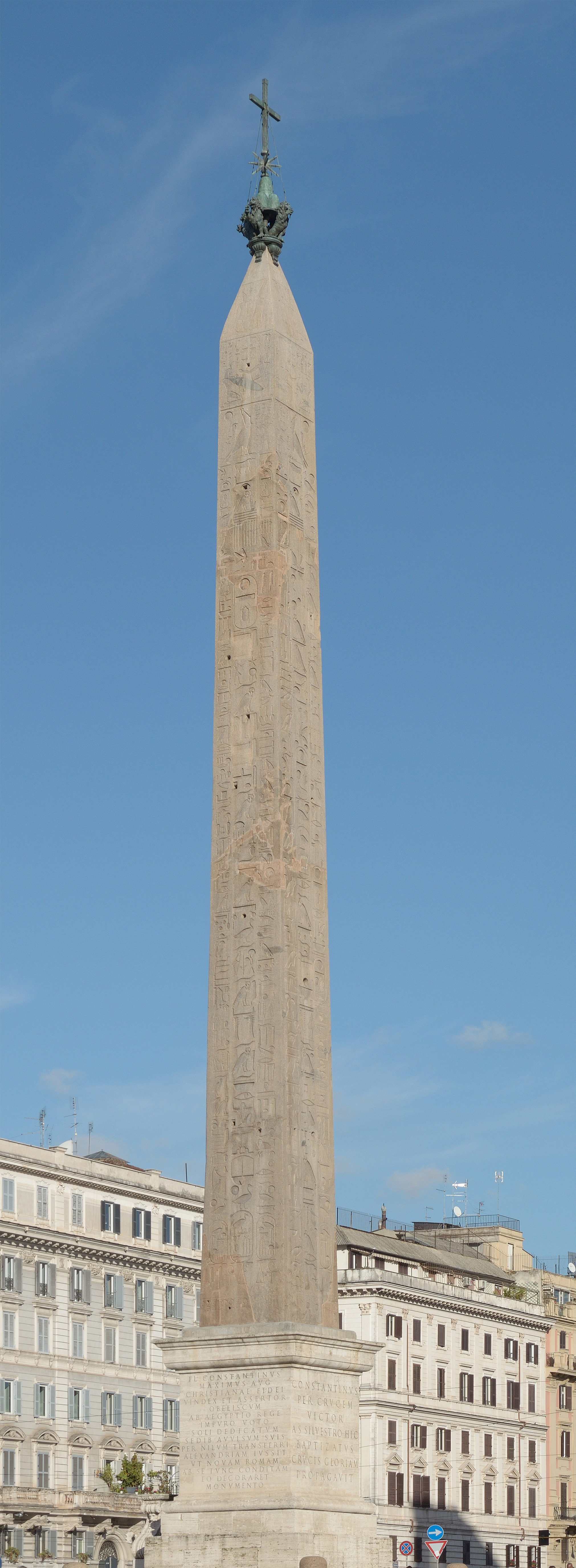
Obelisco Laterano.

Os pórticos estavam pintados com afrescos, provavelmente posteriores ao século XII, comemorando a frota romana sob o comando de Vespasiano, a tomada de Jerusalém, o batismo de Constantino I e a lendária ""Doação" dos Estados Papais à Igreja Católica. Em uma das reconstruções, provavelmente na de Clemente V, um transepto foi construído.
Uma abside decorada com Mosaicos ainda preserva a memória de um dos mais famosos salões do antigo palácio, o "triclínio" do papa Leão III (r. 795–816), onde se realizavam os banquetes de estado. A estrutura existente não é antiga, mas partes dos mosaicos originais podem ter sobrevivido no mosaico triplo no nicho. No centro, Cristo dá aos apóstolos sua missão; à esquerda, Ele entrega as chaves do Reino de Deus ao papa São Silvestre I e o lábaro a Constantino I; à direita, São Pedro entrega a estola papal ao papa Leão III e o cetro a Carlos Magno.

### Túmulos papais

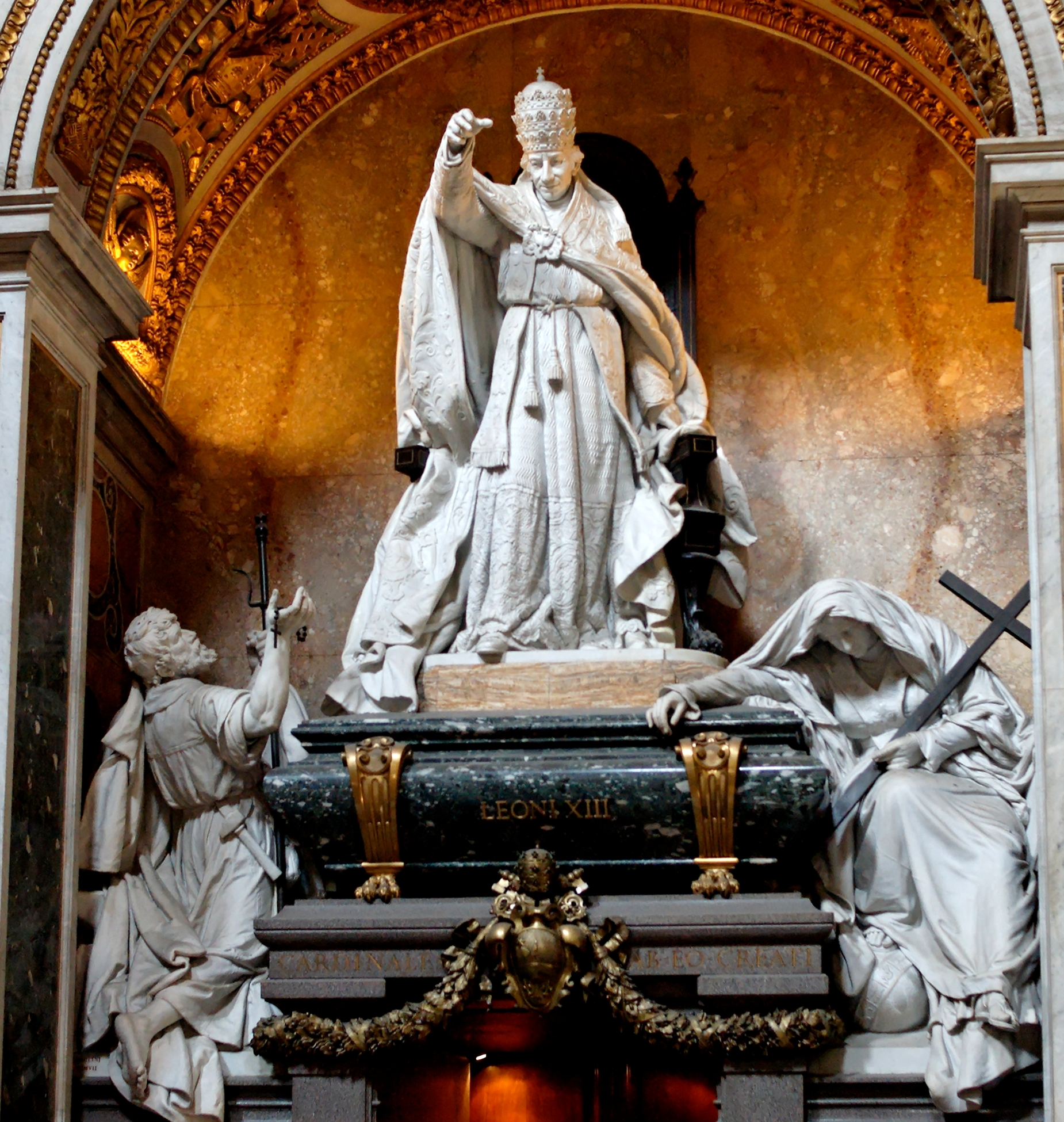
Túmulo do papa Leão XIII

Há seis túmulos papais na arquibasílica: Alexandre III (corredor direito), Sérgio IV (direito), Clemente XII Corsini (corredor esquerdo), Martinho V (na frente do confessio), Inocêncio III (braço direito do transepto) e Leão XIII (1907; braço esquerdo do transepto). 
Outros doze foram construídos na arquibasílica a partir do século X, mas foram destruídos nos incêndios do século XIV. Os restos calcinados destes túmulos foram recolhidos e sepultados novamente num polyandrum. São eles: João X (914–28), Agapito II (946–55), João XII (955–64), Pascoal II (1099–1118), Calisto II (1119–24), Honório II (1124–30), Celestino II (1143–4), Lúcio II (1144–5), Anastácio IV (1153–4), Clemente III (1187–91), Celestino III (1191–8) e Inocêncio V (1276).
Além disso, há outros papas cujo pontificado se deu neste período, mas cujos túmulos são desconhecidos, mas provavelmente estavam na arquibasílica. Entre eles estão: papa João XVII (1003), papa João XVIII (1003–9) e papa Alexandre II (1061–73). O papa João X foi o primeiro papa a ser enterrado do lado de dentro dos muros de Roma e ele recebeu uma cerimônia pomposa por conta de rumores de que ele teria sido assassinado por Teodora durante a chamada "Saeculum Obscurum ". Os cardeais Vincenzo Santucci e Carlo Colonna também estão enterrados na arquibasílica.

## Claustro
Entre a basílica e o Muralha Aureliana havia, em períodos anteriores, um grande mosteiro, no qual habitava uma comunidade de monges da Ordem de São Bento que servia à igreja. Este mosteiro era o maior de Roma, com seus 36 metros na lateral. A única parte que restou desta edificação foi o claustro, circundado por graciosas colunas de mármore marchetado. Estas são de um período intermediário entre o estilo românico e o gótico: obra do estilo cosmatesco dos Vassaletto, célebre família de marmoristas romanos, datados do início do século XIII.

## Batistério

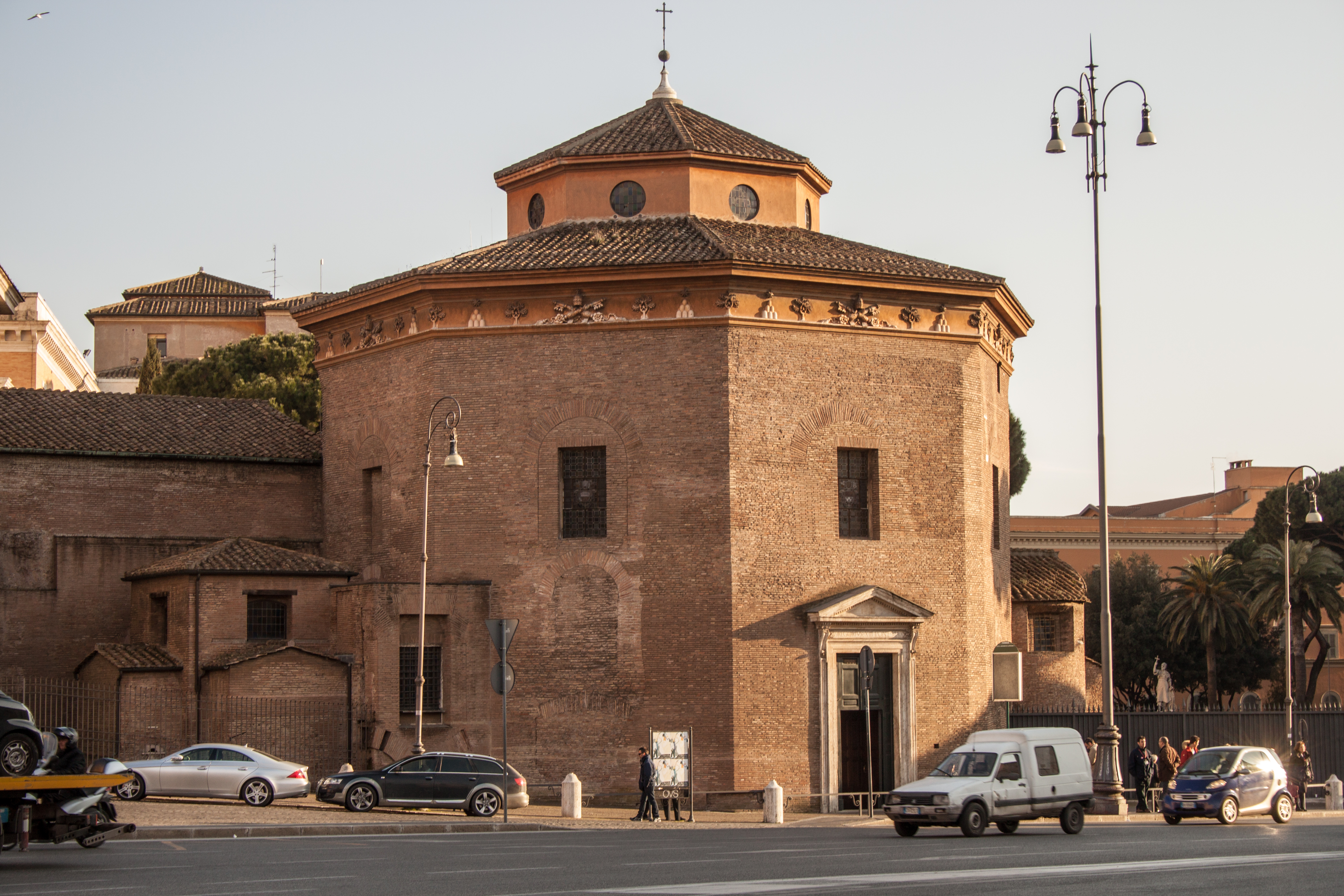
Batistério de Latrão

O batistério de Latrão é, provavelmente, o mais antigo do cristianismo, considerado o protótipo dos batistérios. Muitíssimo bem preservado, registra, como um calendário, as intervenções ao longo dos séculos. Fica no lado sul da arquibasílica.
Foi construído com forma de rotunda, possivelmente sobre uma base mais antiga ou um ninfeu do antigo palácio, por volta de 313 ou 315 por Constantino I, que teria sido ali batizado. A forma octogonal com a fonte no centro foi criada em 432, quando o papa Sisto III substituiu o edifício de Constantino pela nova estrutura. Apresenta ainda restos de antigos Mosaicos e colunas de pórfiro egípcio.

## Escada Santa
A Escada Santa (Scala Sancta) é uma escada com degraus de mármore emoldurado por madeira. De acordo com a tradição católica, seria a escadaria que levava ao pretório de Pôncio Pilatos em Jerusalém e que, portanto, teria sido santificada pelos passos de Jesus Cristo durante a Paixão. Os degraus de mármore podem ser vistos através de aberturas nas molduras de madeira. Eles foram transladados de Jerusalém para o Palácio Laterano no século IV por obra de Santa Helena, a mãe de Constantino. Em 1589, o papa Sisto V os realocou para a posição atual, em frente à antiga capela palatina conhecida como Sancta Sanctorum. Parte dos afrescos da parede são de Ferraù Fenzoni.

## Galeria

Imagens da igreja
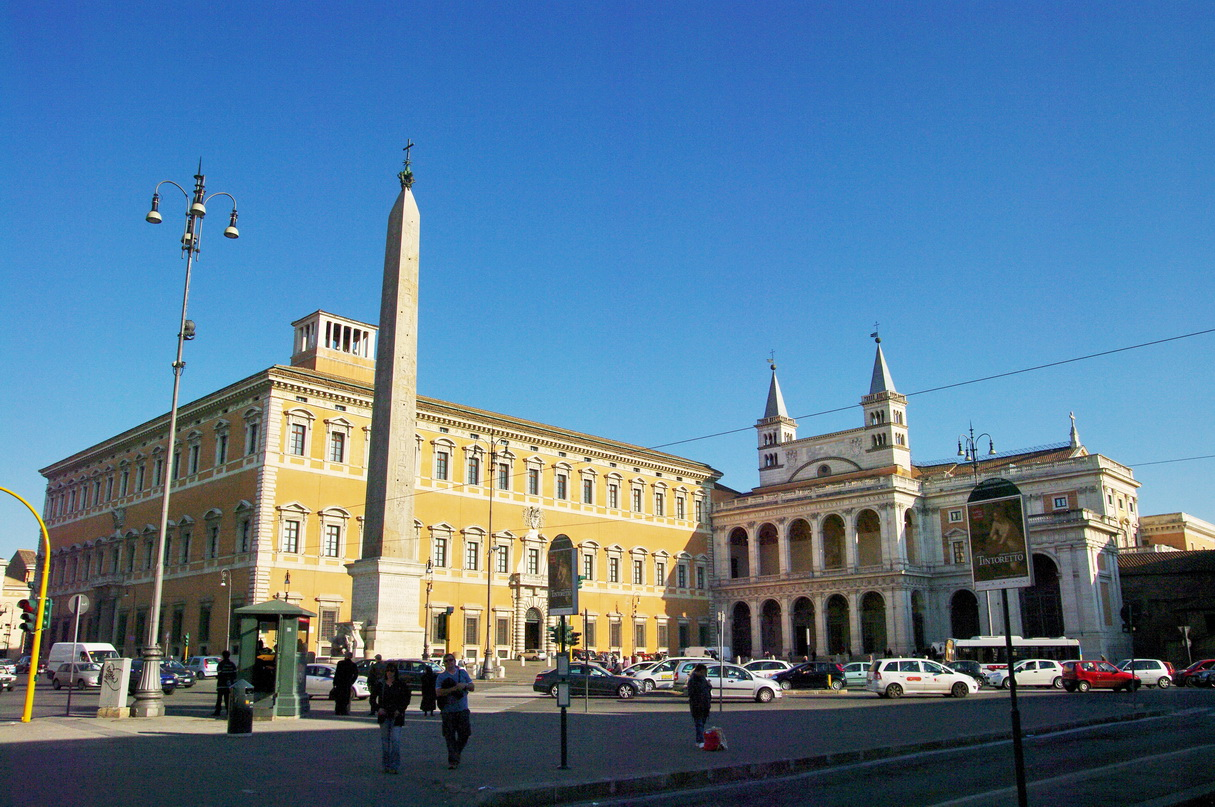
Vista do Palácio Laterano, o Obelisco Laterano e o fundo da arquibasílica
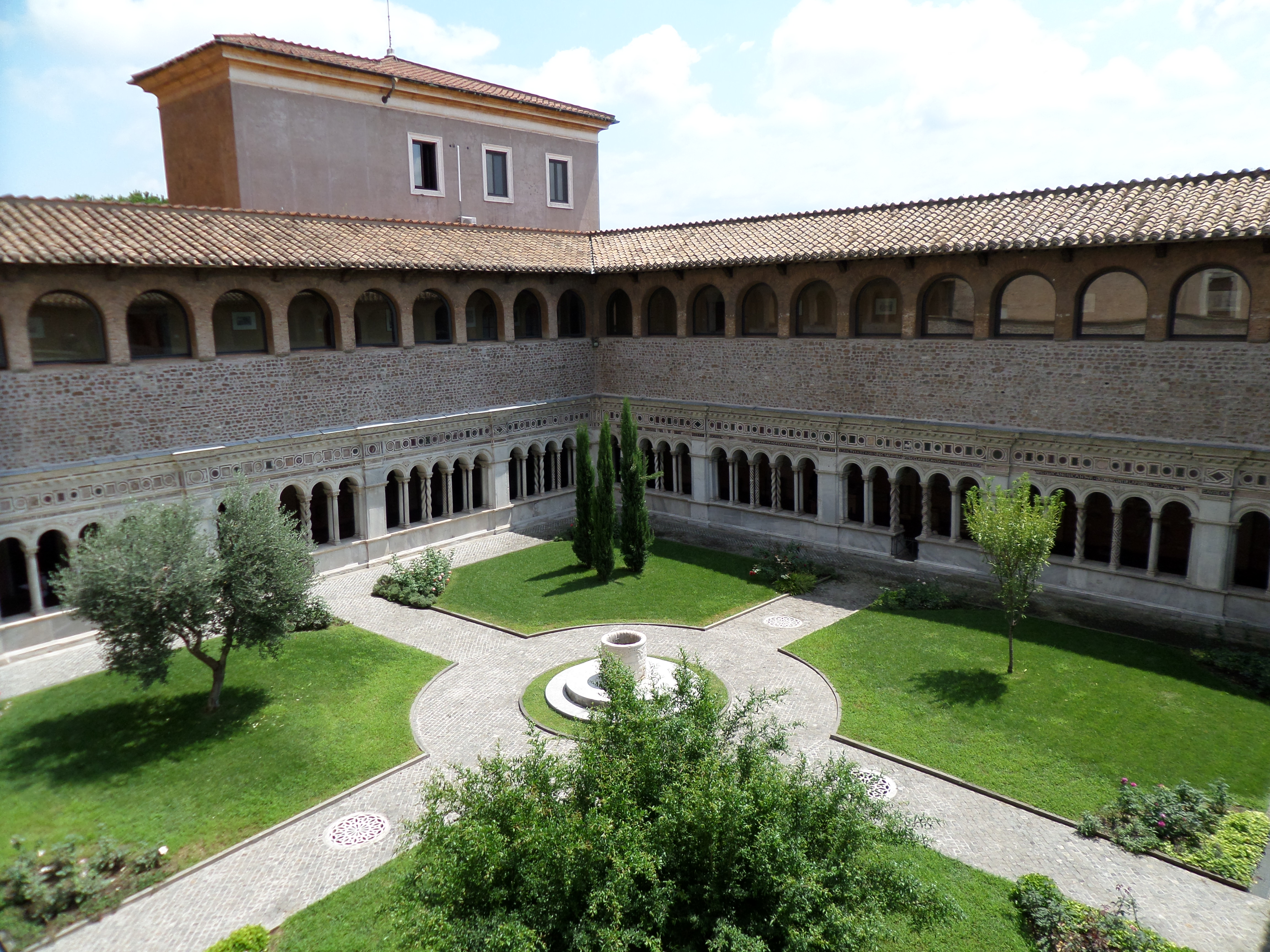
O claustro
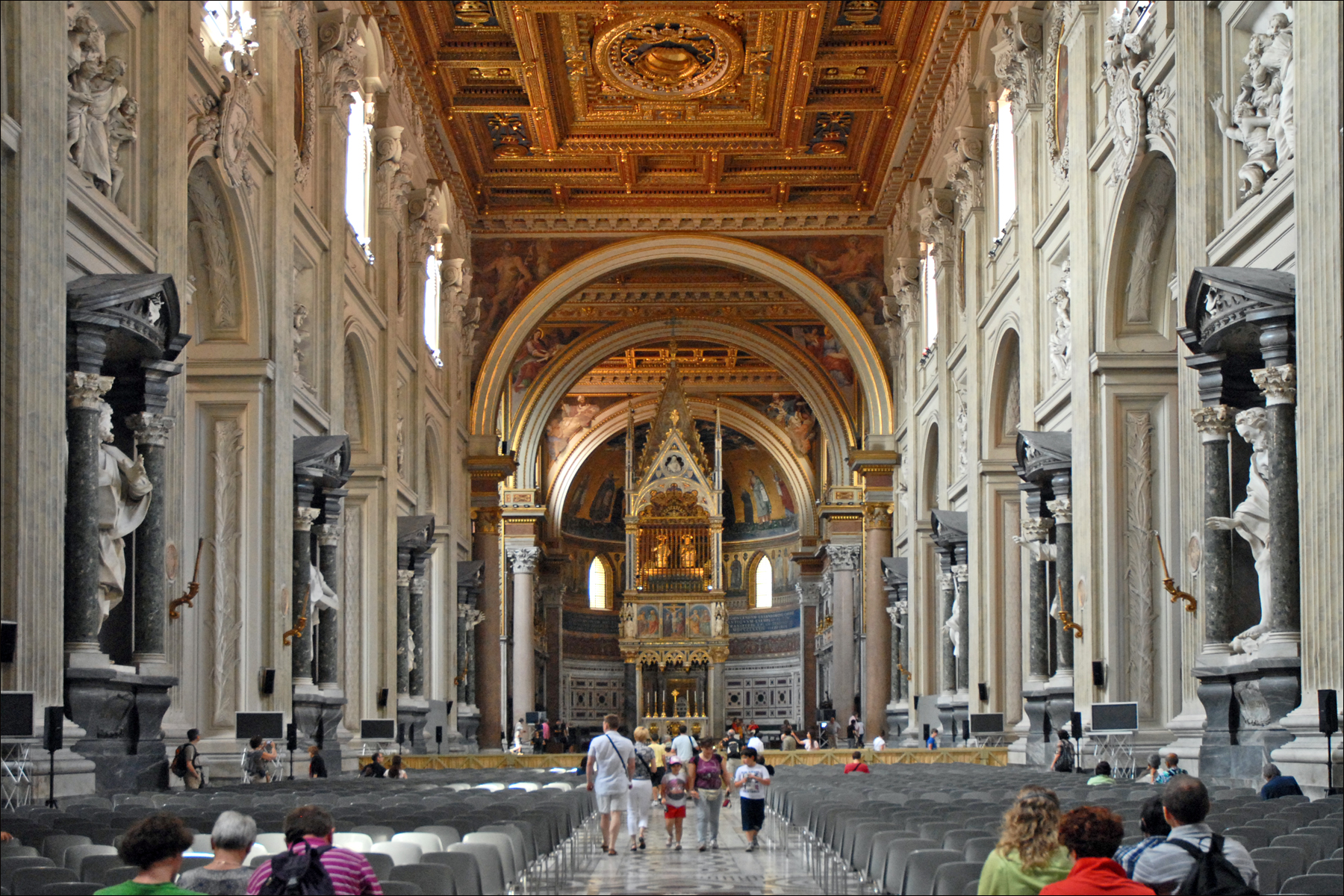
Vista do interior
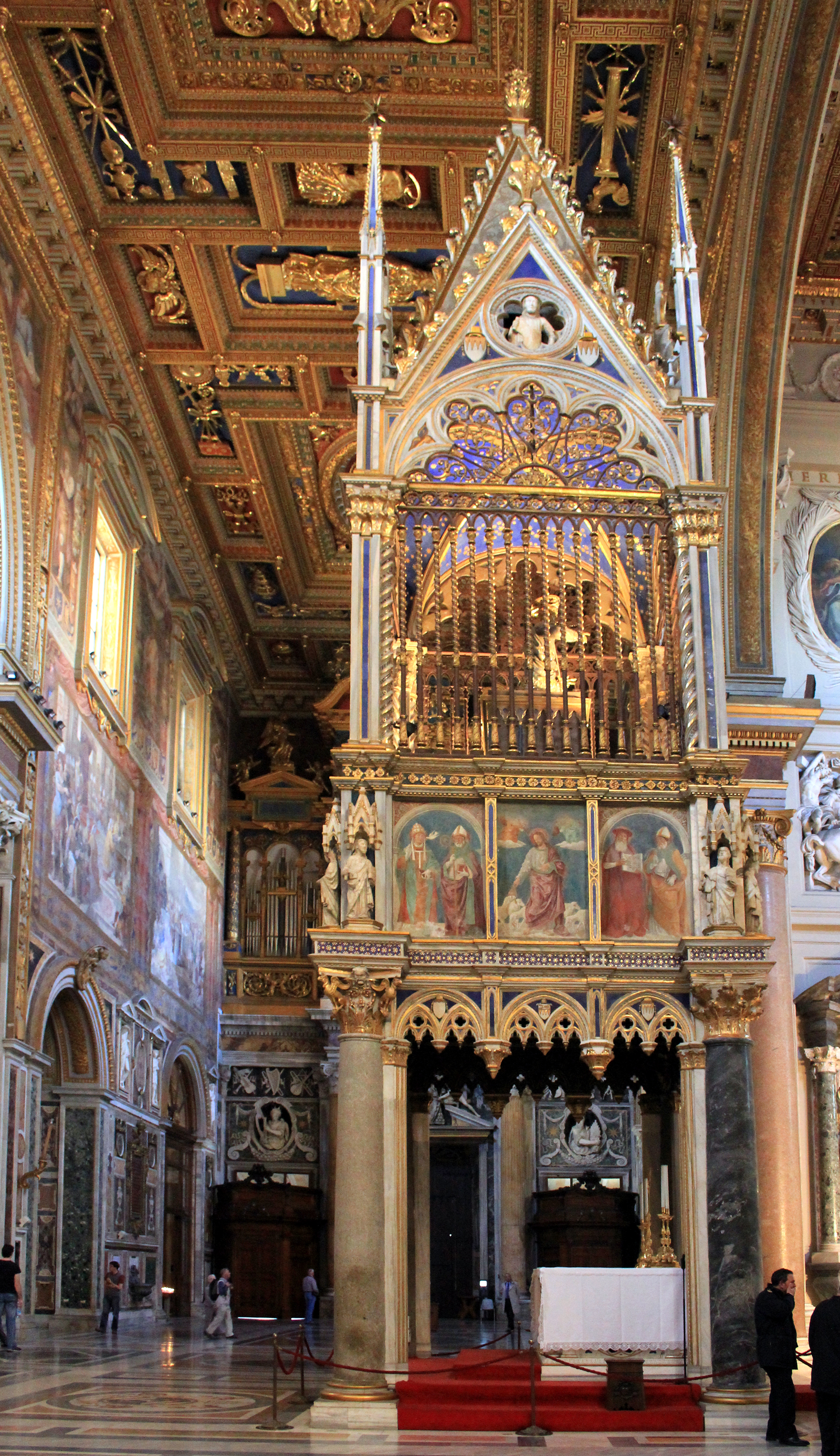
Baldaquino do século XIII
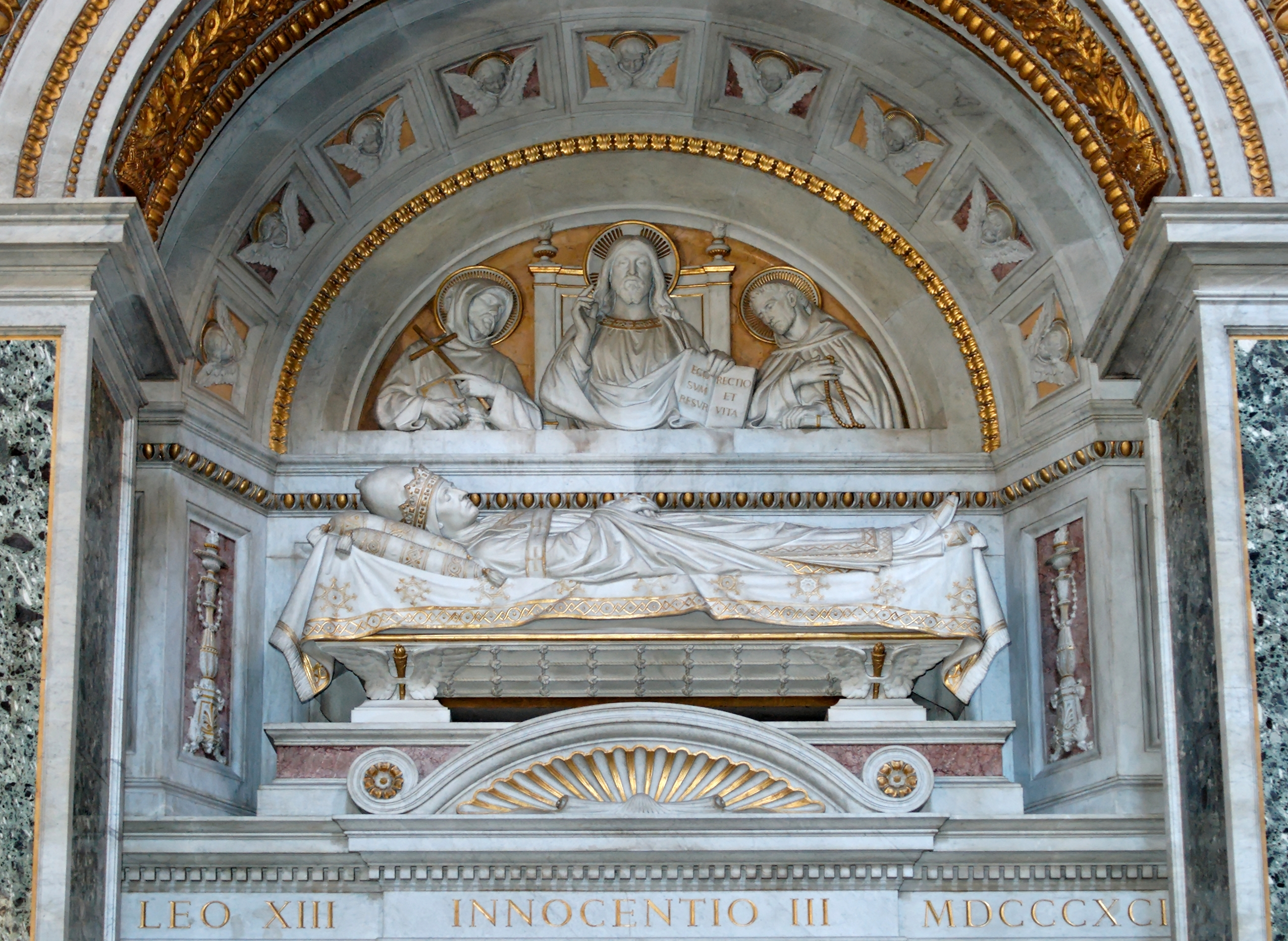
Túmulo do papa Inocêncio III